# Johann Dilliger
Johann Dilliger, també Dillinger, (Eisfeld, 30 de novembre de 1593 - Coburg, 28 d'agost de 1647) fou un teòleg evangelista i compositor de música religiosa alemany.
Estudià a Wittenberg, i primerament fou cantor en la gran església d'aquella ciutat. El 1823 se i confià la feina de mestre, que deixà el 1625 per la de cantor de Coburg. Per una de les seves obres se sap que era pastor de Gellershausen el 1633. Més tard fou diaca en l'església de Moritz, de Coburg, on si va mantenir fins a la seva mort.
Llista no exhaustiva de les seves obres:
- Prodomi Tricliniorum sacrorum newer geitslicher Liedlein mit 3 Stimmen gesatit (Nuremberg, 1612);
- Medulla ex Psalmo 68 deprompta et harmonice 6 voc. composita (Magdeburg, 1614);
- Exercitatio musica I, continents XIII selectissimos concentus musicos variorum autorum, cum basso generali, quibus accesarunt 8 cantilenes 3 voc. (Wittenberg, 1624);
- Trauerlied auf dem Tod eines Riudes, mit 4 stimmen (Coburg, 1626);
- Disce mori, oder ein Gebetlein zur Betiachtung der Steeblichkeit, mit 4 stimmen ad Contrapundtum simplicem (Coburg, 1628);
- Gespraech D. Lutheri und eines kraukeu Studiosi, verdessem zu Wittenberg gehalten, jetzo aber in feine Reima galzacht, und mit 4 stimmen gesatz (1628);
- Musica votiva, Deo sacra, de Tempora, zum lieben neuen Jahrs der ganzen werthem jetst hoch-betrübten Christenheit, mit 2, 3, 4 und 5 stimmen, Theils Concerts, Theils Contrapuncto-Wets verfertiget (Coburg, 1929);
- Musica Christiana Cordialis Domestica (Coburg, 1630);
- Musica Concertiva (Coburg, 1632);
- Musica castrensis, Musica oratoria, Musica invitatoria, etc. (Coburg, 1633);
- Musica Cristiana valediatoria (Coburg, 1642).